# 嵯峨野線
嵯峨野線（日语：／ Sagano sen */?）是西日本旅客鐵道（JR西日本）所經營的一條鐵路路線，是山陰本線由京都至園部路段的別稱，雖然此段路線於19世紀末就已通車，但直到1988年3月13日才啟用了目前的別稱。由於島根縣、鳥取縣兩個位於山陰地方的縣市的居民希望保留「山陰」的名字作為此路線的名稱，此路線有時亦會被稱做嵯峨野山陰線或山陰嵯峨野線。

## 概要
它是 JR西日本都市网络的线路之一。 它以京都站为起点，贯穿京都市，并延伸至京都府中部地区（南丹）。线路颜色为紫色 (■)，因其 “京都的优雅形象 ”而被选中。 线路符号为 E。
它是通往嵯峨野和岚山地区等著名旅游胜地的通道之一，在春秋两季的假日期间，主要在该地区的玄关--嵯峨岚山站使用率很高。这条线路是前往 保津峡保津川漂流、 乘坐保津川沿岸的旧山阴本线（旧线）的嵯峨野观光线（小火车嵯峨站 - 小火车龟冈站）的通道，同时保津峡站至馬堀站之间的线路是漂流者从保津川漂流归来的一条重要路线。此外，沿线还有许多高中和大学，近年来，由于外国游客增加，乘客人数也在逐年增加。
前往岚山地区的竞争线路包括京福电气铁道（岚电）岚山本线和京都市内的阪急岚山线。与该线上的嵯峨岚山站相比，京福电气铁道岚山站能更好地通往岚山的主要旅游景点，如天龙寺和渡月桥。 阪急岚山线岚山站位于桂川对岸，但仍可步行到达。另一方面，该线路是这些竞争线路中唯一一条终点站为京都站的线路。
全線区间为旅客營業規則上的大都市近郊區間的「大阪近郊區間」，同时全线区间也被IC乘車卡「ICOCA」的近畿使用区域包含。

### 路線資料
- 管轄者（事業類別)：西日本旅客鐵道（第一種鐵道事業者）
- 路線距離（營業距離）：34.2公里
- 軌距：1067毫米
- 站數：16個（包括起終點站）
- 複線路段：全線複線（但是京都站起至京都貨物站（日语：京都貨物駅）的分岔點附近是單線）
- 電氣化路段：全線電氣化（直流1500V）
- 閉塞方式：自動閉塞式
- 保安裝置：ATS-P（據點P方式）與ATS-SW
- 車務控制中心：大阪綜合指令所（日语：大阪総合指令所）
- 最高速度：
  - 京都站－嵯峨嵐山站間，馬堀站－園部站間：120公里/小時
  - 嵯峨嵐山站－馬堀站間：130公里/小時
- IC卡乘车区间
  - ICOCA区域：全线（全线可用PiTaPa后付费服务）

全線由近畿統括本部管轄。

## 运行形态
除了京都市与北近畿地区之间的特急列车外，还有快速列车和普通列车运行。
白天时段，每小时有一班特急列车、一班快速列车和四班普通列车运行。在 2024 年 3 月的时刻表修订中，重新设定了在嵯峨岚山站始发或终到的普通列车班次，京都站和嵯峨岚山站之间恢复了 15 分钟的列车间隔 。
主要在红叶季节，京都站和嵯峨岚山站之间也会有临时列车运行，同时也会增加原有定期列车的编组。从 2020 年起，受新型冠状病毒疫情的影响，以旅游需求为主的旅客人数下降，JR 西日本在修订时刻表时通过减少班次来应对，但从 2023 年起，需求迅速恢复，此时疫情已得到一定程度的缓解，减少班次和配置可换向横向座椅带来了拥挤的问题。 因此，JR 西日本不得不通过增加列车编组和临时加开列车来应对。
| 种类＼车站 | 种类＼车站              | 京都                    | …                       | 嵯峨嵐山                | 嵯峨嵐山                | …                       | 龟冈                    | 龟冈                    | …                       | 园部                    |  |
| ---------- | ----------------------- | ----------------------- | ----------------------- | ----------------------- | ----------------------- | ----------------------- | ----------------------- | ----------------------- | ----------------------- | ----------------------- |  |
| 特急       | 1班                     | 1班                     | 1班                     | 1班                     | 1班                     | 1班                     | 1班                     | 1班                     | 1班                     | 1班                     |  |
| 快速       | 1班（龟冈以西各駅停車） | 1班（龟冈以西各駅停車） | 1班（龟冈以西各駅停車） | 1班（龟冈以西各駅停車） | 1班（龟冈以西各駅停車） | 1班（龟冈以西各駅停車） | 1班（龟冈以西各駅停車） | 1班（龟冈以西各駅停車） | 1班（龟冈以西各駅停車） | 1班（龟冈以西各駅停車） |  |
| 普通       | 4班                     | 4班                     | 4班                     | 4班                     | 3班                     | 3班                     | 3班                     |                         |                         |                         |  |

### 特急
从早到晚每小时运行一班。
- 京都站 - 福知山站、丰冈站和城崎温泉站之间："城崎"（きのさき）
- 京都站  天桥立站、宫津站和久美滨站之间："桥立"（はしだて）
- 京都站 - 东舞鹤站之间："舞鹤"（まいづる）

运行于嵯峨野线的所有特急列车均在二条站、龟冈站和园部站停车。 舞鹤号列车与京都站和绫部站之间的会与城崎号或桥立号一起并结运行。

### 快速
快速列车会通过京都站和龟冈站之间的一些车站而不停车，并在龟冈站和园部站之间的各站停车，做为这一区间的普通列车的补充。 基本运行区间为京都站和园部站之间，平日还设定有两班开往福知山的列车、一班从福知山开出的列车和一班从胡麻站开出的列车（园部站以北均以普通列车运行）。 白天时段，每小时有一班快速列车，与园部站及福知山站（以及丰冈站和城崎温泉站）始发终到的普通列车进行缓急接续。在早晨和傍晚，一些快速列车在嵯峨岚山站与普通列车缓急接续。

### 普通
普通列车在各站均有停靠，基本上在京都站与嵯峨岚山站、龟冈站和园部站之间运行。 白天时段，每小时有四班列车运行（京都站至龟冈站之间有三班，京都站至嵯峨岚山站之间有一班）。 在此期间，中途站没有快速列车超车。设定有一班从福知山站始发的普通列车（但没有开往福知山的普通列车）。

## 使用车辆

### 特急列车
- 287系（福知山电车区）
  - 用于前往北近畿地区的特急列车“城崎”、“桥立”和“舞鹤”，于 2011 年 3 月投入使用。
- 289系（福知山电车区）
  - 289系由因北陆新干线在金泽延伸段开通而变得更加富余的683系改造而来的列车，用于前往北近畿地区的“城崎”和“桥立”特急列车，于2015年10月31日投入运营。
- 京都丹后铁道 KTR 8000型
  - 用于前往北近畿方向的“桥立”和“舞鹤”特急列车。

### 快速・普通列车
- 221系（京都分公司吹田综合车辆段）
  - 随着 JR宝塚线的 223系6000番台列车的引进，该型列车从网干综合车辆所转移过来，并于 2008 年 2 月开始运行。
  - 该型车以 4 节车厢、6 节车厢和 8 节车厢的编组方式运行，自 2008 年 8 月起，主要在开往福知山的直通列车运行，有时以 6 节车厢编组运行，即将 4 节车厢编组与来自福知山电车区的 223系5500番台联结共同运行。从 2023 年 3 月 18 日修订的时刻表开始，以六节车厢固定编组的 F 编成运行。
- 223系5500番台（福知山列车区间）
  - 于 2008 年制造，以取代在福知山地区使用的 113 系 3800 番台和 5800 番台。在嵯峨野线上与 221 系联结共同运行。与 6000 番台一样，驾驶室门和前端贯通门上装饰有橙色线条。它可以进行单人运转和播放自动广播。
  - 此外，在 2023 年 3 月 18 日的时刻表修订中，从园部到丰冈以及从丰冈到园部的普通列车上也使用了该列车。
- 223系6000番台（吹田综合车辆所京都支所）
  - 2021 年 2 月 3 日，从网干综合车辆所调入的 2000 番台的 V56 和 V57 编成分别改造为 6000 系 R01 和 R02 编成，并从 2021 年 3 月 13 日的时刻表修订之后开始与 221 系列车共同运行。R02 编成用于特别涂装车辆 “森之京都 QR 列车--优质休闲列车”（「森の京都QRトレイン〜quality and relaxing train〜」），并在开始运行前一天的 3 月 12 日在龟冈站和京都站之间向媒体展示[11]。 此外，由网干综合车辆所总局调入的 2000 番台 V64 编成改造而成的 6000 型 R03 编成，以及由网干综合车辆所宫原支所转入的的 6000 番台 R201 - R205 编成（原 MA01 - MA05 编成）也从 2022 年起开始运行。
  - 从 2023 年 3 月左右开始，R04 和 R05 等编组也开始运行。
  - 2023 年 3 月下旬，森之京都 QR 列车将更新为 R002 编组。
- 223系2500番台（吹田车辆综合所京都支所）
  - 是2022 年 3 月 13 日从吹田综合车辆所日根野支所转入的原阪和线和关西机场线的 HE419 和 HE420 编成，分别改制为 R51 和 R52 编组，从 2023 年 3 月 18 日的时刻表修订开始运行[12]。R55 等编成也开始运行。 R55编成还会与 221 系列 或 223 系列 6000番台列车并结成 8节车厢编组的列车运行，也会与 223 系5500番台并结成 6 节车厢编组运行。

## 車站列表
- ：特定都區市內制度下「京都市內」地域的車站
- 停靠站
  - 普通…停靠所有車站
  - 快速…●的車站停靠，｜的車站通過
    - 園部站直通的快速在園部站以西視為普通列車，停靠各站。相反園部站以西直通的快速在嵯峨野線也視為普通列車，停靠各站。

  - 特急…參見「舞鶴」「橋立」「城崎」
- 所有車站都位於京都府內
- 車站編號在2018年3月起引入[13]。

| 車站編號 | 中文站名     | 日文站名 | 英文站名 | 站間營業距離 | 累計營業距離 | 快速 | 接續路線 | 所在地 | 所在地 |
| -------- | ------------ | -------- | -------- | ------------ | ------------ | ---- | --- | ------ | ------ |
| JR-E01   | 京都         |          |          | -            | 0.0          | ●    | 西日本旅客鐵道： 東海道本線（琵琶湖線、JR京都線）、 湖西線、 奈良線 東海旅客鐵道： 東海道新幹線 近畿日本鐵道： 京都線 京都市營地下鐵： 烏丸線 | 京都市 | 下京區 |
| JR-E02   | 梅小路京都西 |          |          | 1.7          | 1.7          | ｜   | | 京都市 | 下京區 |
| JR-E03   | 丹波口       |          |          | 0.8          | 2.5          | ｜   | | 京都市 | 下京區 |
| JR-E04   | 二條         |          |          | 1.7          | 4.2          | ●    | 京都市營地下鐵： 東西線 | 京都市 | 中京區 |
| JR-E05   | 圓町         |          |          | 1.6          | 5.8          | ●    | | 京都市 | 中京區 |
| JR-E06   | 花園         |          |          | 1.1          | 6.9          | ｜   | | 京都市 | 右京區 |
| JR-E07   | 太秦         |          |          | 1.7          | 8.6          | ｜   | 京福電氣鐵道：北野線…攝影所前、嵐山本線、北野線…帷子之辻                                                                                      | 京都市 | 右京區 |
| JR-E08   | 嵯峨嵐山     |          |          | 1.7          | 10.3         | ●    | 嵯峨野觀光鐵道：嵯峨野觀光線 …小火車嵯峨 京福電氣鐵道：嵐山本線 …嵐電嵯峨                                                                     |        | 右京區 |
| JR-E09   | 保津峽       |          |          | 4.0          | 14.3         | ｜   | | 龜岡市 | 龜岡市 |
| JR-E10   | 馬堀         |          |          | 3.8          | 18.1         | ｜   | 嵯峨野觀光鐵道：嵯峨野觀光線 …小火車龜岡 | 龜岡市 | 龜岡市 |
| JR-E11   | 龜岡         |          |          | 2.1          | 20.2         | ●    | | 龜岡市 | 龜岡市 |
| JR-E12   | 並河         |          |          | 3.2          | 23.4         | ●    | | 龜岡市 | 龜岡市 |
| JR-E13   | 千代川       |          |          | 1.8          | 25.2         | ●    | | 龜岡市 | 龜岡市 |
| JR-E14   | 八木         |          |          | 3.0          | 28.2         | ●    | | 南丹市 | 南丹市 |
| JR-E15   | 吉富         |          |          | 4.1          | 32.3         | ●    | | 南丹市 | 南丹市 |
| JR-E16   | 園部         |          |          | 1.9          | 34.2         | ●    | 西日本旅客鐵道： 山陰本線（福知山方向） | 南丹市 | 南丹市 |

1. ↑  湖西線的正式起點是東海道本線山科站，運行系統上所有列車直通至京都站

- 保津峽站的車站本屋位於龜岡市，月台則跨入京都市。
- 直營站有京都站、二條站、嵯峨嵐山站、龜岡站、園部站5個。保津峽站、吉富站是終日無人站，除此以外的車站是JR西日本交通服務的業務委託站。

## 外部連結
- さがのせんようRailway（日文個人網站），關於嵯峨野線的施工情況等。

## 備注
1. ↑  近畿エリア・広島エリアに「路線記号」を導入します （页面存档备份，存于） - 西日本旅客鉄道ニュースリリース 2014年8月6日
2. ↑  . ようこそ保津川下りホームページへ. 保津川遊船企業組合.   [2023-07-20]. （原始内容存档于2023-12-03） （日语）.
3. ↑  . 嵯峨野観光鉄道.   [2023-07-21]. （原始内容存档于2023-12-01）.
4. ↑  . 嵐山駅 はんなり・ほっこりスクエア.   [2023-07-20]. （原始内容存档于2023-11-08） （日语）.
5. ↑   (PDF) (新闻稿). 西日本旅客鉄道. 2023-12-15  [2023-12-21]. （原始内容存档 (PDF)于2020-12-18） （日语）.
6. ↑  京都・嵯峨野線が激しい混雑、実際に乗ってみると… JRに増便予定はあるのか （页面存档备份，存于） - 京都新聞2023年4月29日
7. ↑  . 乗りものニュース. 2023-04-28  [2023-10-22]. （原始内容存档于2024-02-06）. 一部例外をのぞき2+2列座席の「クロスシート車」であることも、車内混雑に拍車をかけています。
8. ↑   (PDF). 西日本旅客鉄道. 2023-09-21  [2024-03-13]. （原始内容存档 (PDF)于2024-04-20）.
9. ↑   (PDF). 西日本旅客鉄道. 2024-02-22  [2024-03-13]. （原始内容存档 (PDF)于2024-08-14）.
10. ↑  『JTB時刻表』2023年3月号、pp.362-371
11. ↑  . マイナビニュース. マイナビ. 2021-03-12  [2021-03-13]. （原始内容存档于2023-04-19）.
12. ↑  . 鉄道ファン・railf.jp. 交友社. 2023-03-23  [2023-03-25]. （原始内容存档于2024-02-29）.
13. ↑  近畿エリアの12路線 のべ300駅に「駅ナンバー」を導入します！ （页面存档备份，存于） - 西日本旅客鉄道ニュースリリース 2016年7月20日
14. ↑  「駅ナンバー」一覧表PDF - 西日本旅客鉄道、2016年7月20日